# West Coast Blues
Der West Coast Blues ist eine Stilrichtung des Blues, die von Jazz und Jump Blues beeinflusst ist. Das Piano spielt eine zentrale Rolle, und häufig gibt es jazz-orientierte Gitarrensolos. Die Ursprünge liegen in den 1940er Jahren, als Texas-Blues-Musiker sich in Kalifornien niederließen.
Einer der Hauptpioniere des West Coast Blues war der Texaner T-Bone Walker, Autor des Bluesklassikers Call It Stormy Monday (But Tuesday Is Just As Bad). Er zog in den 1940er Jahren nach Los Angeles. Walker war einer der ersten, der den Blues auf der elektrischen Gitarre spielte. Ihm folgten andere texanische Bluesmusiker nach Kalifornien, darunter Amos Milburn, Percy Mayfield, Charles Brown, Pee Wee Crayton und Lowell Fulson.
Aufgrund der Leistungen von Tom Mazzolini, Veranstalter des legendären, 1973 gegründeten San Francisco Blues Festivals, und der Anwesenheit so bedeutender Plattenfirmen wie Arhoolie und HighTone Records ist die Westküste eine der wichtigsten Bluesregionen der USA.

## Vertreter des West Coast Blues
| - Big Mama Thornton - Dave Alexander - Charlie Baty - Charles Brown - Roy Brown - Buddy Collette - Pee Wee Crayton - Sugar Pie DeSanto - Floyd Dixon - Lowell Fulson - Cecil Gant - Peppermint Harris - Roy Hawkins - Ivory Joe Hunter - Etta James - Robert Lowery - Little Willie Littlefield - J. J. Malone - Michael Leonard Mann | - Percy Mayfield - Jimmy McCracklin - Amos Milburn - Roy Milton - Jimmy Nelson - Johnny Otis - Rod Piazza - Jimmy Reed - Sonny Rhodes - L. C. Robinson - Haskell Robert Sadler - George „Harmonica“ Smith - Lafayette Thomas - Luther Tucker - Big Joe Turner - Eddie „Cleanhead“ Vinson - Joe Louis Walker - T-Bone Walker |